# I Don't Speak the Language/Bouncin' off the Walls
I Don't Speak the Language/Bouncin' off the Walls es una caja recopilatoria del músico estadounidense Matthew Wilder. Fue originalmente publicada en 1999, solo para Estados Unidos (aunque actualmente se encuentra disponible en todo el mundo, gracias a servicios como la compra por Internet). La colección recopila los dos únicos álbumes de estudio de Wilder, I Don't Speak the Language (originalmente lanzado en 1983), y Bouncin' Off the Walls (originalmente lanzado en 1984). La caja recopilatoria, a diferencia del último álbum mencionado (considerado por muchos como un fracaso comercial), recibió excelentes críticas y calificaciones, y también obtuvo buenas ventas. Cabe destacar que la recopilación no fue publicada por Epic Records y Columbia Records (las compañías discográficas que hasta ese momento poseían los derechos de la música de Wilder), sino que fue editada por Sony Music y Collectables Records.

## Lista de temas
1. Break My Stride -	3:00
2. The Kid's American -	4:36
3. I Don't Speak The Language -	4:45
4. Love Above The Ground Floor -	4:13
5. World Of The Rich And Famous -	4:43
6. Ladder Of Lovers -	4:04
7. I Was There -	3:01
8. Dreams Keep Bringing You Back -	 4:37
9. I Don't Speak The Language (Reprise) -	1:20
10. Mad For You -	3:39
11. Bouncin' Off The Walls -	6:41
12. Hey Little Girl -	 5:15
13. Scandal -	 3:52
14. Naked Truth -	 3:56
15. Open Up (Let Me In) -	3:28
16. Cry Just A Little -	4:06
17. Love Of An Amazon -	3:51
18. Fortune Cookie -	3:26

- Canciones 1-9 pertenecientes a I Don't Speak the Language.
- Canciones 10-18 pertenecientes a Bouncin' Off the Walls